# Komatsushima
Komatsushima (小松島市, Fukaya-shi?) è una città giapponese della prefettura di Tokushima.